# Гигантский криворот
Гигантский криворот (лат. Cryptacanthodes giganteus) — вид морских лучепёрых рыб из семейства криворотых отряда скорпенообразных. Тело вытянутое, длиной до 117 cм. В спинном плавнике 72—77 жёстких лучей. В анальном плавнике 2 жёстких и 43—49 мягких лучей. Цвет бледно-коричневый с оттенками желтого или фиолетового. Встречается в северо-восточной части Тихого океана: от юго-востока Берингова моря до северной Калифорнии, США. Обитает на глубинах от 6 до 128 метров. Придонная рыба умеренных вод. Встречаются на мягком дне. Вероятно, проводит часть жизни зарывшись в грунт. Безвреден для человека, его охранный статус не определён, объектом промысла не является.